# جاك ميلور (لاعب كرة قدم)
جاك ميلور (بالإنجليزية: Jack Mellor)‏ (1896 في المملكة المتحدة - ) هو لاعب كرة قدم بريطاني (وحمل سابقاً جنسية المملكة المتحدة لبريطانيا العظمى وأيرلندا) في مركز الوسط. لعب مع بورت فايل وNew Mills A.F.C. ‏.